# Hr-Sinfonieorchester

Logo des hr-Sinfonieorchesters

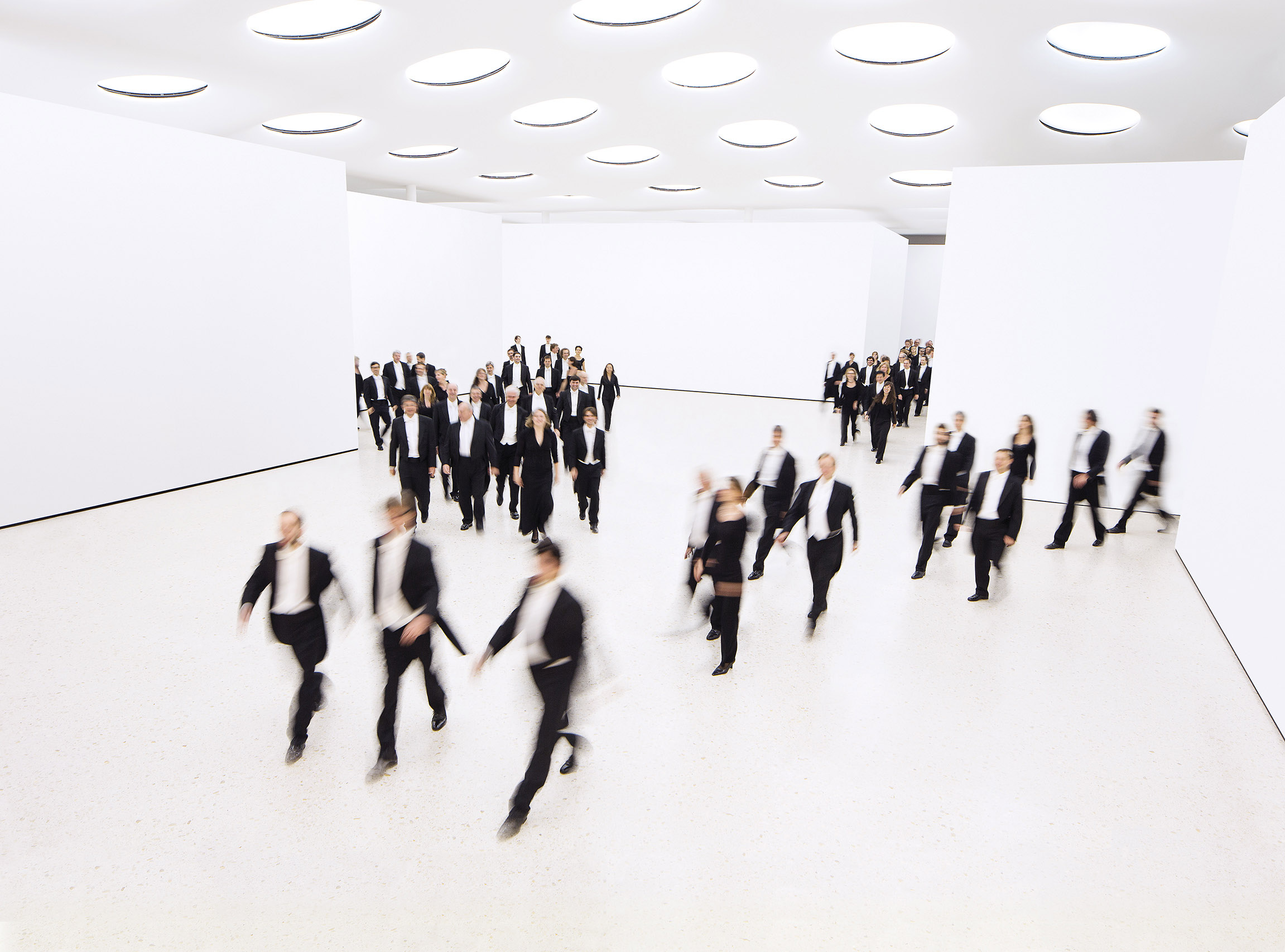
Gruppenfoto (2013)

Das hr-Sinfonieorchester (zuvor: Radio-Sinfonie-Orchester Frankfurt, gegründet als Frankfurter Rundfunk-Symphonie-Orchester) ist das Sinfonieorchester des Hessischen Rundfunks (hr). Es fühlt sich der breitgefächerten musikalischen Tradition wie der Förderung der Zeitgenössischen Musik verpflichtet und trägt international den Namen Frankfurt Radio Symphony. Dieser Name wird seit 2015 auch im deutschsprachigen Raum stets im Logo mitgeführt. Sein Sitz und seine Hauptspielstätten, Alte Oper und hr-Sendesaal im Funkhaus am Dornbusch, befinden sich in Frankfurt am Main.

## Geschichte

### Frankfurter Rundfunk-Symphonie-Orchester
Bereits beim Start des Senders Radio Frankfurt am 1. April 1924 spielten unter der Leitung von Reinhold Merten Musiker live im Studio. Aus dieser Keimzelle entwickelte sich mit der Zeit ein beim Sender fest angestelltes Orchester, das am 1. Oktober 1929 offiziell gegründete Frankfurter Rundfunk-Symphonie-Orchester, bei dem Hans Rosbaud erster und Merten zweiter Kapellmeister wurde.
Hans Rosbaud setzte bis 1937 entscheidende Akzente in der Pflege von musikalischer Tradition und Zeitgenössischer Musik. Arnold Schönberg war in diesen ersten Jahren mehrfach in Radio Frankfurt zu Gast, seine Werke standen z. T. in Uraufführungen auf dem Programm und Anton Webern dirigierte das Frankfurter Rundfunk-Symphonie-Orchester.
1933, mit Beginn der Zeit des Nationalsozialismus, wurde der Sender gleichgeschaltet. Er trennte sich von allen jüdischen Mitarbeitern und wurde 1934 in Reichssender Frankfurt umbenannt. 1936 ersetzte Josef Felix Hess Merten als zweiter Kapellmeister, 1939 der von der NSDAP entsandte Otto Frickhoeffer Rosbaud als erster Kapellmeister.
Gegen Ende des Weltkriegs wurde das Funkhaus durch Bomben und Angehörige der Wehrmacht zerstört. Am 1. Juni 1945 nahm der Sender als Radio Frankfurt, Sender der Amerikanischen Militärregierung in Bad Nauheim den Betrieb wieder auf.
1946 fand die erste Zeitgenössische Musikwoche in Bad Nauheim statt, später wurde sie zur Woche für Neue Musik. Im gleichen Jahr wurde Kurt Schröder Chefdirigent. 1947 gesellte sich Winfried Zillig zu ihm, der die Funktion des ersten Dirigenten bis 1951 ausüben sollte. Beide engagierten sich für den musikalischen Wiederaufbau des Orchesters und sorgten im Rahmen der Rundfunk-Produktionsarbeit für ein breit gefächertes Repertoire, das u. a. auch zahlreiche Operngesamtaufnahmen umfasste.

### Sinfonie-Orchester des Hessischen Rundfunks
Am 17. Oktober 1950 bekam das Orchester den neuen Namen Sinfonie-Orchester des Hessischen Rundfunks, in diesem Jahr begannen auch Karl Böhms regelmäßige Gastauftritte. Weitere Gastdirigenten waren ab 1951 Ernst Krenek, Bruno Maderna, Werner Egk, Rudolf Kempe, Paul Hindemith und Wolfgang Sawallisch.
Als Chefdirigenten wirkten in dieser Zeit Otto Matzerath (1955–1961) und nach ihm Dean Dixon (1961–1974). Matzerath pflegte neben dem klassischen sinfonischen Repertoire auch die Musik der Gegenwart und leitet eine Reihe hochkarätig besetzter Opernproduktionen, u. a. Gesamtaufnahmen von Strauss' Rosenkavalier, Beethovens Fidelio, Humperdincks Hänsel und Gretel und Strawinskys Oedipus Rex.
Mit Dean Dixon übernahm 1961 der erste schwarze Chefdirigent in Europa die musikalische Leitung des Orchesters. Seine künstlerischen und erzieherischen Qualitäten führten das Sinfonie-Orchester des Hessischen Rundfunks auf den Weg zu internationaler Anerkennung. Mit Dixon unternahm das Orchester auch die erste Gastspielreise eines westdeutschen Rundfunkorchesters durch osteuropäische Staaten (Tschechoslowakei, Ungarn, Jugoslawien). Zum Teil noch vor den ersten offiziellen politischen Kontakten mit der Bundesrepublik wurde die Tournee in den kommunistischen Ländern als ein wichtiger Beitrag zur Völkerverständigung verstanden.

### Radio-Sinfonie-Orchester Frankfurt
Anfang der 1970er Jahre wurde der Klangkörper umbenannt: Seit 11. Juli 1971 trug er den Namen Radio-Sinfonie-Orchester Frankfurt.
In der Ära des Chefdirigenten Eliahu Inbal (1974–1990) etablierte sich das Orchester als eines der international führenden Bruckner- und Mahler-Orchester, und es entstanden vielbeachtete Schallplattenproduktionen, darunter die preisgekrönten Ersteinspielungen der Urfassungen von Anton Bruckners 3., 4. und 8. Sinfonie und die weltweit erste CD-Gesamteinspielung aller Mahler-Sinfonien. Mit Inbal vollzog das Orchester 1981 zugleich den Wechsel seiner Konzertreihen vom Großen Sendesaal des Hessischen Rundfunks in die wieder aufgebaute Alte Oper Frankfurt. Außerdem unternahm es seine ersten großen Tourneen in die Vereinigten Staaten und nach Japan.
Auf Inbal folgte Dmitrij Kitajenko, der von 1990 bis 1996 als Chefdirigent am Pult stand. Schwerpunkte seiner Arbeit waren die deutsche und russische Tradition und Moderne. Das Engagement für zeitgenössische Kompositionen wurde ab 1989 zugleich im umgebauten hr-Sendesaal in der neuen Konzertreihe Forum Neue Musik verstärkt.

### hr-Sinfonieorchester

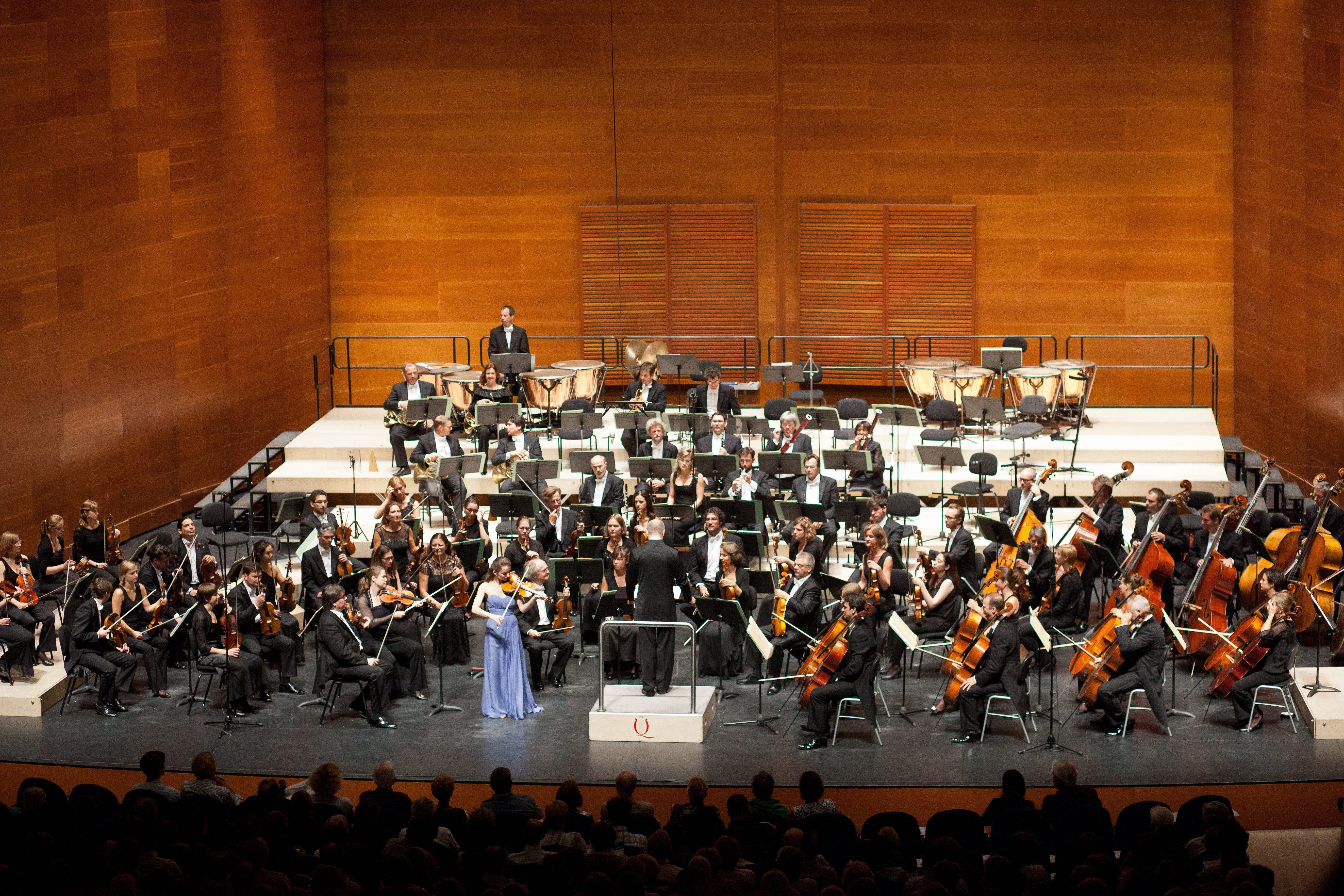
Auftritt unter Paavo Järvi mit Alina Pogostkina im Kursaal von San Sebastián 2013

Von 1997 bis 2006 war Hugh Wolff Chefdirigent des Orchesters, das sich 2005 erneut umbenannte und nun hr-Sinfonieorchester heißt. Wolff machte Erfahrungen der historischen Aufführungspraxis für moderne Sinfonieorchester nutzbar und eroberte dem Orchester damit Repertoire aus Klassik, Frühklassik und Barock zurück. In eigenen neuen Konzertreihen im hr-Sendesaal pflegt das Orchester seitdem diese Musik regelmäßig (Barock+, seit 2004) und stellt zugleich auch junge vielversprechende Dirigenten und Solisten vor (Debüt, seit 2002). Die erfolgreiche Zusammenarbeit mit Wolff spiegelte sich zudem in Gastspielen in ganz Europa und Asien sowie u. a. in zwei Grammy-Nominierungen.
Darauf war von 2006 bis 2013 Paavo Järvi Chefdirigent des hr-Sinfonieorchesters. Er bereicherte das Profil des Orchesters u. a. mit seinem Engagement für das nordische Repertoire und die große romantische und spätromantische Literatur. Mit Paavo Järvi feierte das Orchester weltweite Erfolge und entwickelte eine intensive Produktionstätigkeit. Neben vielfach preisgekrönten Einzel-CDs entstanden dabei u. a. Gesamteinspielungen aller Sinfonien Bruckners und Nielsens sowie ein kompletter Mahler-Zyklus auf DVD. Seit der Spielzeit 2013/14 ist Paavo Järvi dem Orchester als „Conductor Laureate“ weiter verbunden.
Mit der Klangbiennale intensivierte das hr-Sinfonieorchester 2007 sein Engagement für die Zeitgenössische Musik in einem eigenen Festival. Die Veranstaltungsreihe fand 2009 erneut statt und mündete 2011 letztlich in dem neuen Festival cresc…, der gemeinsam mit dem Ensemble Modern und in Kooperation mit dem Internationalen Musikinstitut Darmstadt veranstalteten „Biennale für Moderne Musik Frankfurt Rhein Main“. Seit 2020 heißt die Veranstaltung „cresc... Biennale für aktuelle Musik Frankfurt Rhein Main“ und ist eine Kooperation mit dem Ensemble Modern.
Andrés Orozco-Estrada war von 2014 bis 2021 Chefdirigent des hr-Sinfonieorchesters.
Neuer Chefdirigent des hr-Sinfonieorchesters seit der Saison 2021/22 ist Alain Altinoglu.
Das hr-Sinfonieorchester erhielt 2023 die Auszeichnung Opus Klassik in der Kategorie Symphonische Einspielung für die Weltersteinspielung der 3. Sinfonie cis-Moll von Wilhelm Petersen (1890–1957) unter der Leitung von Constantin Trinks. Diese Einspielung wurde mehrfach positiv rezensiert, u. a. 2023 in einer Rundfunksendung von BR-Klassik.

## Chefdirigenten
- Hans Rosbaud (1929–1937)
- Otto Frickhoeffer (1937–1945)
- Kurt Schröder (1946–1953)
- Otto Matzerath (1955–1961)
- Dean Dixon (1961–1974)
- Eliahu Inbal (1974–1990)
- Dmitri Kitajenko (1990–1997)
- Hugh Wolff (1997–2006)
- Paavo Järvi (2006–2013)
- Andrés Orozco-Estrada (2014–2021)
- Alain Altinoglu (seit 2021)

## Ur- und Erstaufführungen
- Paul Hindemith: 3 Anekdoten für Radio, drei Stücke für Klarinette, Trompete, Violine, Kontrabass und Klavier (20. Februar 1926)
- Paul Hindemith: Kammermusik Nr. 7 (8. Januar 1928)
- Kurt Weill: Berliner Requiem (22. Mai 1929)
- Arnold Schönberg: Begleitmusik zu einer Lichtspielszene (28. April 1930)
- Richard Strauss: Kampf und Sieg (28. April 1930)
- Béla Bartók: 2. Klavierkonzert mit dem Komponisten am Klavier (23. Januar 1933)
- Karl Amadeus Hartmann: Sinfonisches Fragment (Versuch eines Requiems) (28. Mai 1948)
- Arnold Schönberg: Violinkonzert (Deutsche Erstaufführung; 25. Juni 1949)
- Wolfgang Fortner: Der Wald (25. Juni 1953)
- Boris Blacher: Abstrakte Oper Nr. 1 (28. Juni 1953)
- Hans Werner Henze: Quattro poemi (31. Mai 1955)
- Ernst Krenek: Capriccio für Violoncello und Kammerorchester (31. Mai 1955)
- Olivier Messiaen: Hymne au Saint Sacrement (Deutsche Erstaufführung; 31. Mai 1955)
- Hans Werner Henze: Fünf neapolitanische Lieder (26. Mai 1956)
- Luigi Nono: Diario polacco 1958 (2. September 1959)
- Karl Amadeus Hartmann: Gesangsszene (13. November 1964)
- Edgard Varèse: Ecuatorial (Deutsche Erstaufführung; 1. September 1966)
- Johann Sebastian Bach: Kunst der Fuge in der Bearbeitung von Hermann Scherchen (Deutsche Erstaufführung; 5. April 1968)
- Nicolaus A. Huber: Parusie (1968, Darmstädter Ferienkurse)
- Helmut Lachenmann: Air (1. November 1969)
- Morton Feldman: First Principles (Deutsche Erstaufführung; 4. September 1970)
- Gustav Mahler: Das klagende Lied (3-teilige Fassung) (Deutsche Erstaufführung; 11. März 1972)
- Charles Ives: The Celestial Country (Europäische Erstaufführung; 14. Februar 1975)
- Anton Bruckner: 4. Sinfonie (Urfassung; Deutsche Erstaufführung; 1. Oktober 1977)
- Claude Debussy: Fragment La chute de la maison Usher (1. Dezember 1977)
- Rolf Riehm: Tänze aus Frankfurt (20. März 1981)
- Walter Zimmermann: Ländler-Topographien (20. März 1981)
- Hubert Stuppner: Palinodie Nr. 2 – ein Walzertraum (Deutsche Erstaufführung; 20. März 1981)
- Morton Feldman: Violin and Orchestra (12. April 1984)
- Giacinto Scelsi: Konx-om-pax und Pfhat (6. Februar 1986)
- Mathias Spahlinger: inter-mezzo – concertato non concertabile tra pianoforte e orchestra (11. März 1988)
- John Cage: Sixty-eight for Orchestra (6. November 1992)
- Karlheinz Stockhausen: Punkte (revidierte Fassung; 5. Februar 1993; unter Stockhausens Leitung)
- Michael Mantler: One Symphony (13. November 1998)
- Erkki-Sven Tüür: Violinkonzert (16. September 1999)
- Elliott Sharp: Calling (5. Juli 2002)
- Helmut Lachenmann: Schreiben (revidierte Fassung; 19. August 2004)
- Erkki-Sven Tüür: Klavierkonzert (22. November 2006)
- Jörg Widmann: Antiphon (27. Februar 2008)
- Elliott Carter: Cellokonzert (Europäische Erstaufführung; 4. Juni 2009)
- Erkki-Sven Tüür: 7. Sinfonie für Chor und Orchester (18. Juni 2009)
- Jens Joneleit: Adagio (29. März 2012)
- Peter Ruzicka: Clouds (23. August 2012)
- Jukka Tiensuu: Voice verser (31. Oktober 2012)
- Erhard Grosskopf: KlangWerk 11 (26. April 2013)
- Friedrich Cerha: Tagebuch (5. Februar 2014)
- Atsuhiko Gondai: Falling Time to the End (4. November 2015)
- Bernhard Gander: bloodbeat (13. August 2016)
- Marko Nikodijević: ABSOLUTIO – Postludium für Orchester (30. September 2016)
- Michael Jarrell: Aquateinte – Konzert für Oboe und Orchester (13. Oktober 2016)
- Wladimir Tarnopolski: Be@thoven – Invocation (10. September 2017)
- Zeynep Gedizlioğlu: Blick des Abwesenden – Klavierkonzert * (14. September 2018)
- Isabel Mundry: Motions // der doppelte Blick (Gesamtzyklus) (14. September 2018)
- Dieter Schnebel: Trauermusik (9. November 2018)
- Dieter Schnebel: Variationen über das „Heidenröslein“ für Orchester (9. November 2018)
- Peter Ruzicka: BENJAMIN SYMPHONIE (29. März 2019)
- Albert Schnelzer: Through the Eye of the Pegasus (28. August 2021)
- Bryce Dessner: Violinkonzert (1. Oktober 2021)
- Páll Ragnar Pálsson: Nadryw (18. Februar 2023)
- Camille Pépin: Les Eaux célestes (10. März 2023)
- Erkki-Sven Tüür: 3. Violinkonzert »Gespräche mit dem Unbekannten« (25. April 2024)
- Christian Mason: Sympathetic Resonance (14. Februar 2025)
- Thierry Escaich: Ballade für Bigband und Orchester (13. März 2025)

## Music Discovery Project
Seit 2007 realisiert das hr-Sinfonieorchester einmal jährlich im Rahmen des Music Discovery Project in der Frankfurter Jahrhunderthalle gemeinsam mit DJs und anderen Pop-Künstlern ein grenzüberschreitendes multimediales Konzertprojekt, um insbesondere ein jüngeres Publikum anzusprechen. Dabei werden bekannte sinfonische Werke gemeinsam verarbeitet und präsentiert. Die Konzerte werden live auf der Website des Hessischen Rundfunks gestreamt und können dort auch später noch abgerufen werden. Die Reihe wurde mit Paavo Järvi ins Leben gerufen, der die ersten drei Projekte bis 2009 leitete. Seit 2010 liegt die musikalische Leitung in wechselnden Händen.
- 2007: lKlassik trifft Techno. Dvořáks 9. Sinfonie. DJs Tom Wax und Boris Alexander, VJs Andy Belau und Jonathan Kunz.
- 2008: Beethovens Fünfte – Remixed. Mousse T. und Band.
- 2009: The Planets reloaded. Paul van Dyk.
- 2010: Percussion Mania. Martin Grubinger, Percussions. BLUMENTOPF. DJ KITSUNE. Discovery Band. Dirigent: Frank Strobel.
- 2011: Mein Traum ist länger als die Nacht. Mahlers 5. Sinfonie und 2raumwohnung. Dirigent: Steven Sloane.[4]
- 2012: Feiste Götter – wahre Helden. Orchestermusiken aus Wagners Der Ring des Nibelungen. Martin O. und Ganz Schön Feist. Dirigent: José Luís Gómez Ríos.
- 2013: Gesellschaftstanz. Tanzsätze aus drei Jahrhunderten mit Lexy & K-Paul, Yasha und Chefket. Dirigent: José Luís Gómez Ríos.
- 2014: HouseBesuch. Minimal Music und Oliver Koletzki. Dirigent: John Axelrod.
- 2015: Liedschlag. Milky Chance mit Antonio Greger. Dirigent: Evan Christ.
- 2016: LautMaler. Maxim und Lary. Gustav Mahler, 1. Sinfonie. Dirigent: Robert Trevino.
- 2017: UrSpring. Francesco Tristano und Moritz von Oswald. Dirigent: José Luís Gómez Ríos.
- 2018: BeziehungsKiste. Hundreds und Simone Rubino. Sinfonische Tänze aus Bernsteins West Side Story. Dirigentin: Elim Chan.
- 2019: FarbTöne. Álvaro Soler mit Band. Dirigent: Jean-Christophe Spinosi.
- 2020: MaschinenWerk. Samy Deluxe und Carolina Eyck. Dirigent: Steven Sloane
- 2021: Artist in Residence. Pohlmann und Pekka Kuusisto, Bryce Dessner. Dirigent: André de Ridder
- 2022: Heimspiel. Alice Merton und Mari Samuelsen (Violine). Dirigent: John Axelrod
- 2023: LichtBlicke. Namika und Boguslaw Furtok (Kontrabass). Dirigent: Frank Strobel[5]
- 2024: WeltReise. Schiller (Synthesizer/Sequenzer), Yalda Abbasi (Dotar / Gesang) und Pacho Flores (Trompete). Dirigent: Wayne Marshall

## Artist in Residence
Seit 2007 gibt für jede Spielsaison einen Artist in Residence. Die Künstler werden vom jeweiligen Dirigenten und einigen weiteren Personen der Orchesterleitung ausgewählt und eingeladen. Die Künstler führen dann während der Spielsaison mehrere Konzerte mit dem Orchester auf.
Die Künstler in chronologischer Folge:
- 2007/08 Christine Schäfer (Sopran)
- 2008/09 Christian Tetzlaff (Geige)
- 2009/10 Matthias Goerne (Bariton)
- 2010/11 Janine Jansen (Geige)
- 2011/12 Alisa Weilerstein (Cello)
- 2012/13 Fazıl Say (Klavier)
- 2013/14 Christiane Karg (Sopran)
- 2014/15 Patricia Kopatchinskaja (Geige)
- 2015/16 Martin Grubinger (Perkussion)
- 2016/17 François Leleux (Oboe, Dirigent)
- 2017/18 Antoine Tamestit (Bratsche)
- 2018/19 Martin Fröst (Klarinette)
- 2019/20 Iveta Apkalna (Orgel)
- 2020/21 Pekka Kuusisto (Geige), Bryce Dessner (Composer in Residence), Hilary Hahn (Principal Guest)
- 2021/22 Víkingur Ólafsson (Klavier)
- 2022/23 Emmanuel Tjeknavorian (Geige, Dirigent)
- 2023/24 Trompete[8]
- 2024/25 Thierry Escaich (Orgel, Composer in Residence)[9]